# Brújula de amor
Brújula de amor es el nombre del primer sencillo del grupo de cumbia argentino El original de su álbum Sencillo. La canción logró postularse en los primeros puestos en diversas listas importantes de la radio argentina, como Los 40 Principales, lo cual sirvió para hacer saltar a la fama al grupo. La canción se caracteriza por tener ritmo de reguetón, algo que nunca había utilizado este grupo anteriormente, ya que casi la totalidad de su historia musical está ligada con la cumbia villera.
- Datos: Q5734728